# Usambilla leptophrygana
Usambilla leptophrygana är en insektsart som beskrevs av Nicholas David Jago 1981. Usambilla leptophrygana ingår i släktet Usambilla och familjen Lentulidae. Inga underarter finns listade i Catalogue of Life.